# Aeropuerto de Erfurt
El Aeropuerto de Erfurt (del alemán: Flughafen Erfurt) (IATA: ERF, OACI: EDDE) es el aeropuerto nacional de Erfurt, Alemania.

## Transporte terrestre
Con la ampliación de la línea 4 de tranvía ("AirCombino") hasta los suburbios de Bindersleben y una nueva estación de tranvía inaugurada frente al aeropuerto el 21 de junio de 2005, ahora se dispone de dicha conexión para llegar al centro a través de Domplatz, con una frecuencia de 10-20 minutos y aproximadamente veinte minutos de trayecto. La distancia entre el aeropuerto, situado al oeste de la población, y el centro de la ciudad es de 5 kilómetros.

## Aerolíneas y destinos

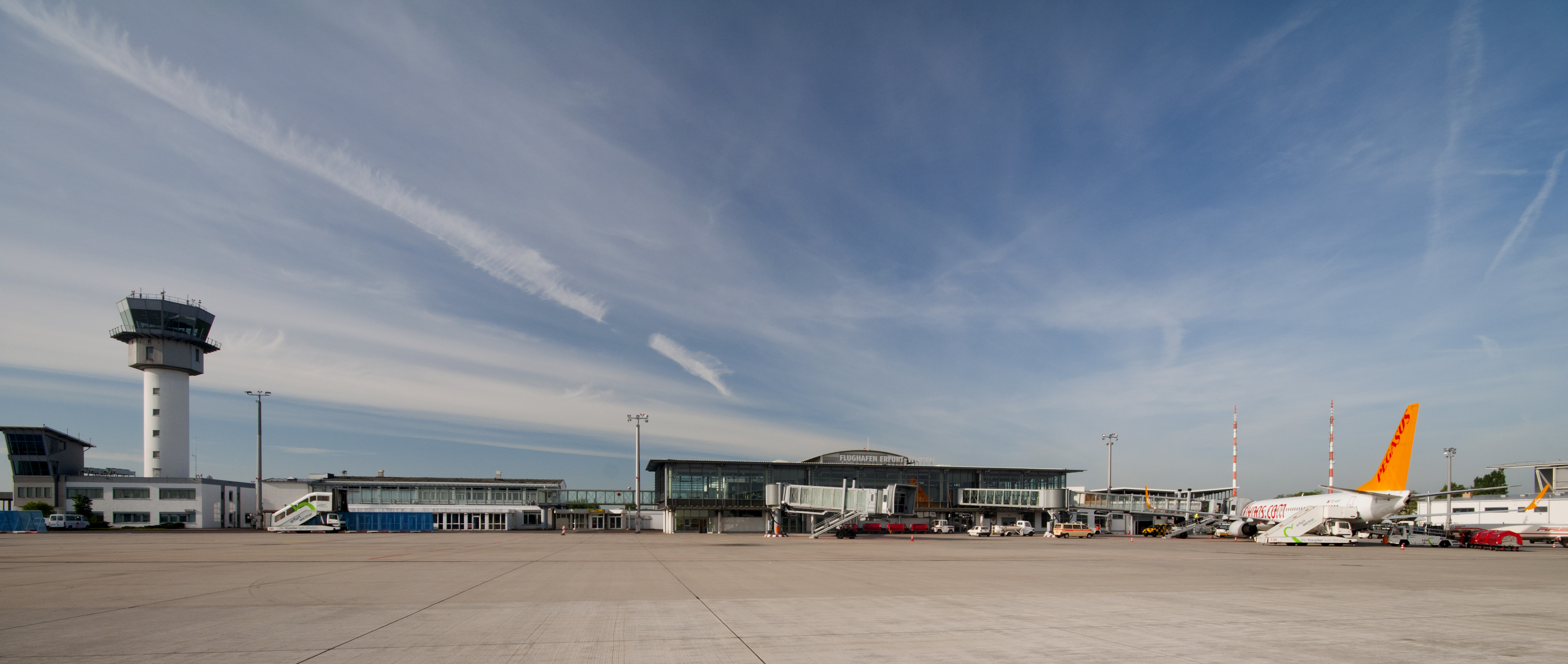
Un Boeing 737 de Pegasus Airlines frente a la terminal del aeropuerto de Erfurt.

### Pasajeros
| Aerolíneas            | Destinos                             |
| --------------------- | ------------------------------------ |
| Bulgarian Air Charter | Chárter, estacional: Burgas, Varna   |
| Croatia Airlines      | Chárter, estacional: Pula, Split     |
| Nouvelair             | Chárter, estacional: Enfidha         |
| SunExpress            | Antalya                              |
| Tunisair              | Chárter, estacional: Djerba, Enfidha |

### Carga
| Aerolíneas                             | Destinos        |
| -------------------------------------- | --------------- |
| TNT Airways operado por Bluebird Cargo | Lieja, Katowice |

## Estadísticas

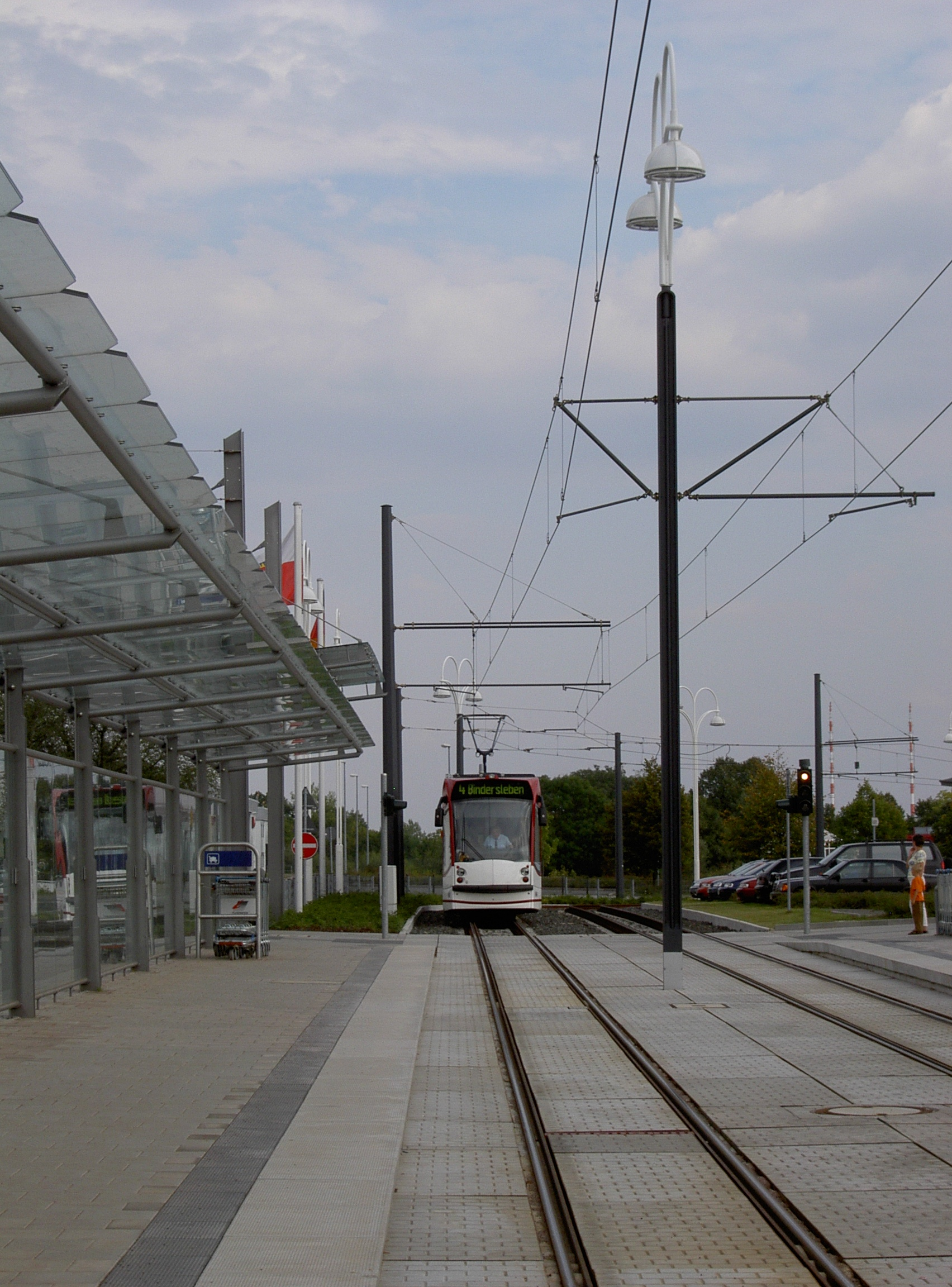
Tranvía 4 frente a la terminal

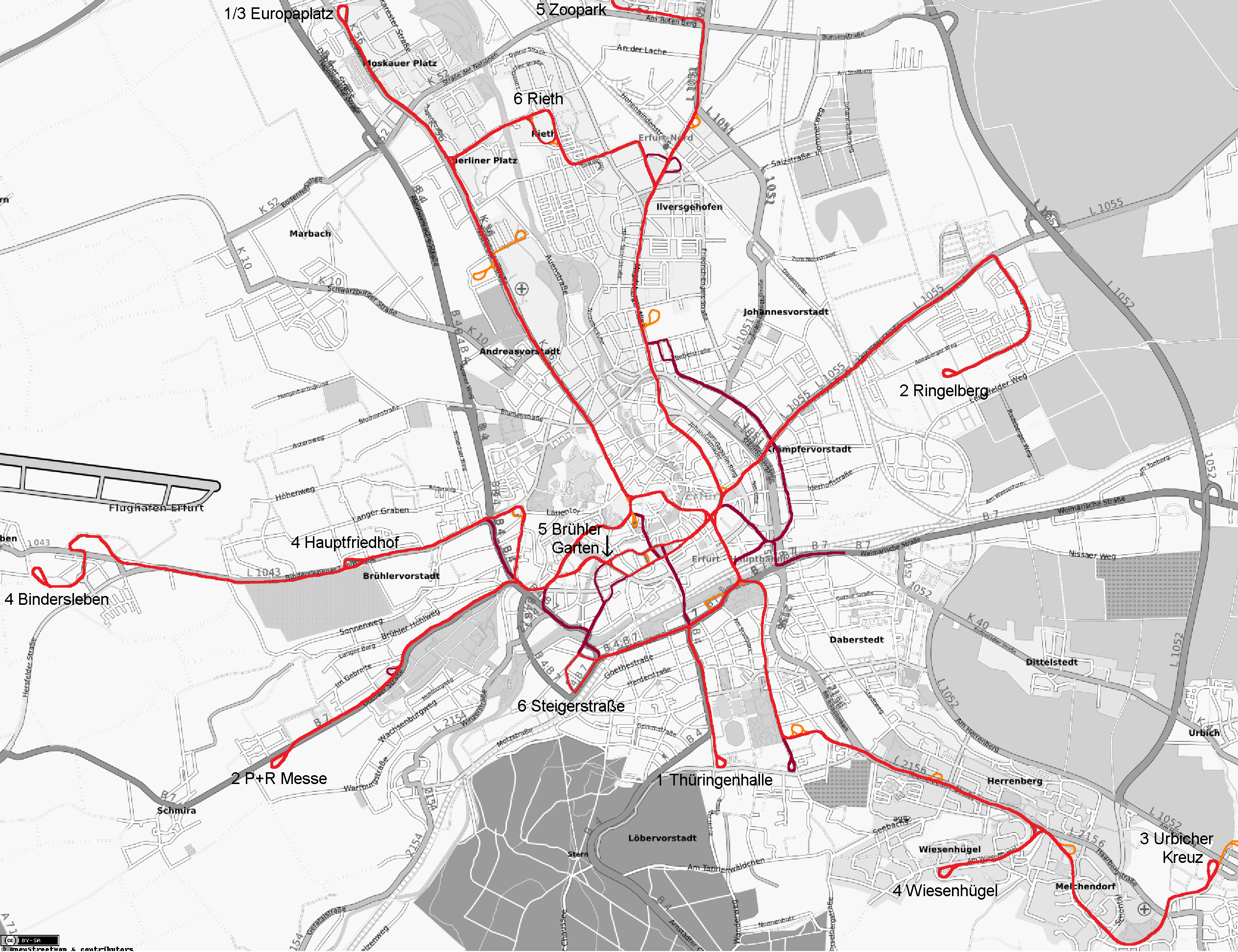
Mapa del Tranvía de Erfurt en 2009

Ver fuente y consulta Wikidata.
| 2000        | 481,573 |
| 2001        | 471,624 |
| 2002        | 445,504 |
| 2003        | 464,681 |
| 2004        | 526,241 |
| 2005        | 438,912 |
| 2006        | 356,378 |
| 2007        | 315,759 |
| 2008        | 308,228 |
| 2009        | 270,267 |
| 2010        | 322,073 |
| 2011        | 280,913 |
| 2012        | 183,999 |
| 2013        | 214,948 |
| 2014        | 219,336 |
| Fuente: ADV |         |